# Nicolò di Pietro
Ne doit pas être confondu avec Niccolo di Pietro Gerini.
Nicolò di Pietro (ou Nicolò Paradiso ou  Niccolo di Pietro Veneziano) est un peintre italien actif au Quattrocento (documenté à Venise 1394-1427) de style du gothique international.

## Biographie
En contact à la fin du XIVe siècle gothique de Bologne, il  commence à travailler avec Jacopo di Paolo, en peignant dans le style byzantin vénitien alors en vigueur et pratiqué par  Paolo et Lorenzo Veneziano. Les innovations florentines de la perspective ne sont pas encore assimilées comme en témoignent les lignes de fuite particulièrement dans le morceau de prédelle du polyptyque de Saint-Augustin de Pesaro du musée des beaux-arts de Lyon, Saint Augustin et Alypius reçoivent la visite de Ponticianus.

## Œuvres
- Madonna con il donatore Vulciano Belgarzone, signé et daté 1394,
- Crocifisso, pour l'église Sant'Agostino à Verucchio, conservé à la Pinacoteca Nazionale de Bologne,
- Incoronazioni della Vergine,  Accademia dei Concordi, Rovigo,
- Incoronazioni della Vergine, Pinacothèque de Brera, Milan
- Incoronazioni della Vergine, Galleria nazionale d'arte antica,  Palazzo Barberini,  Rome
- polyptyque de Saint-Augustin de Pesaro
  - Quatre scènes de la Vita di Sant'Agostino,  Pinacothèque vaticane
  - Saint Augustin et Alypius reçoivent la visite de Ponticianus, Musée des beaux-arts de Lyon
- la Pala di Sant'Orsola,  Metropolitan Museum of Art de New York.

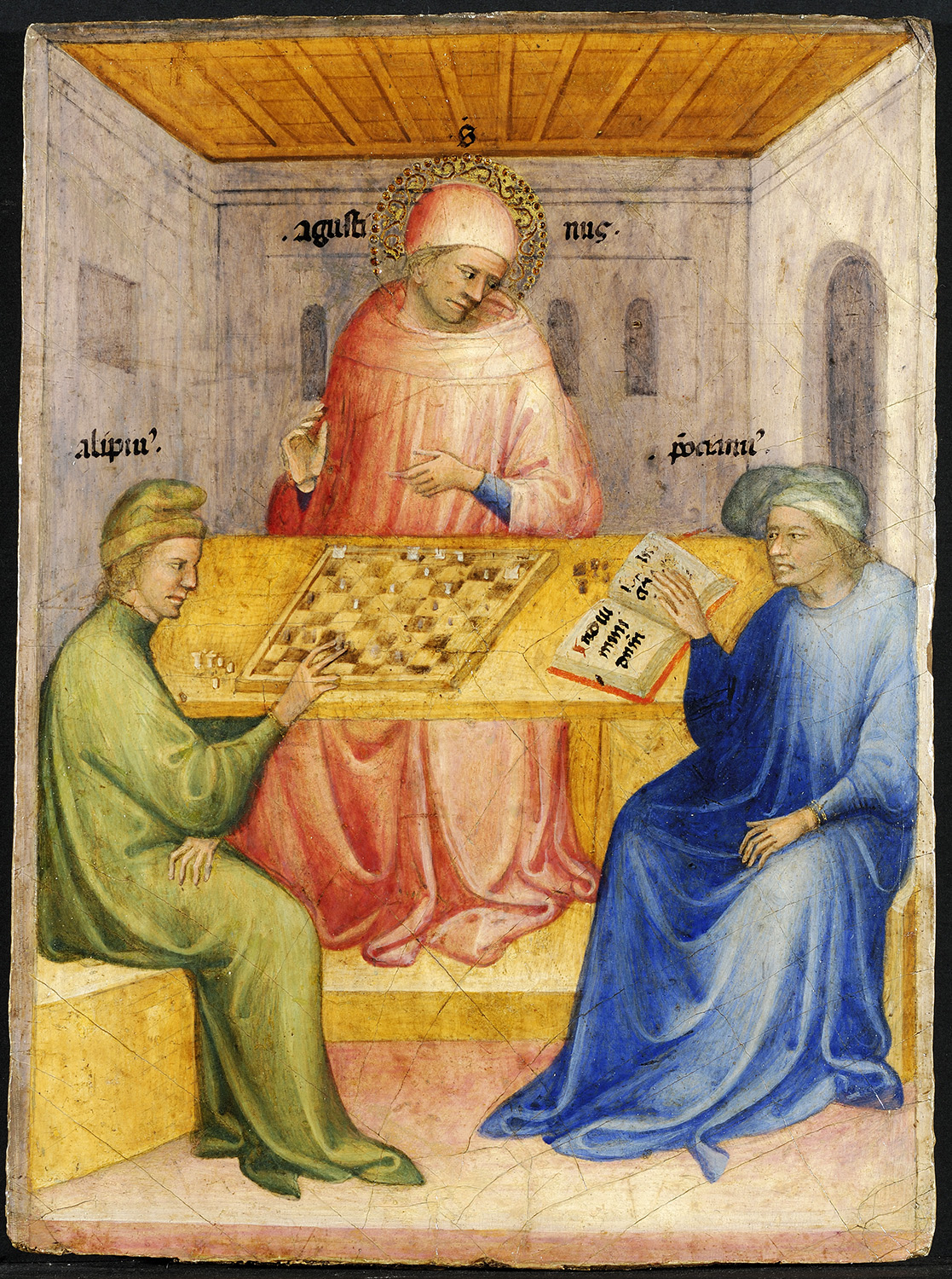
S. Agostino e Alipio visitata da Ponticiano, Musée des beaux-arts de Lyon (1414-1415)
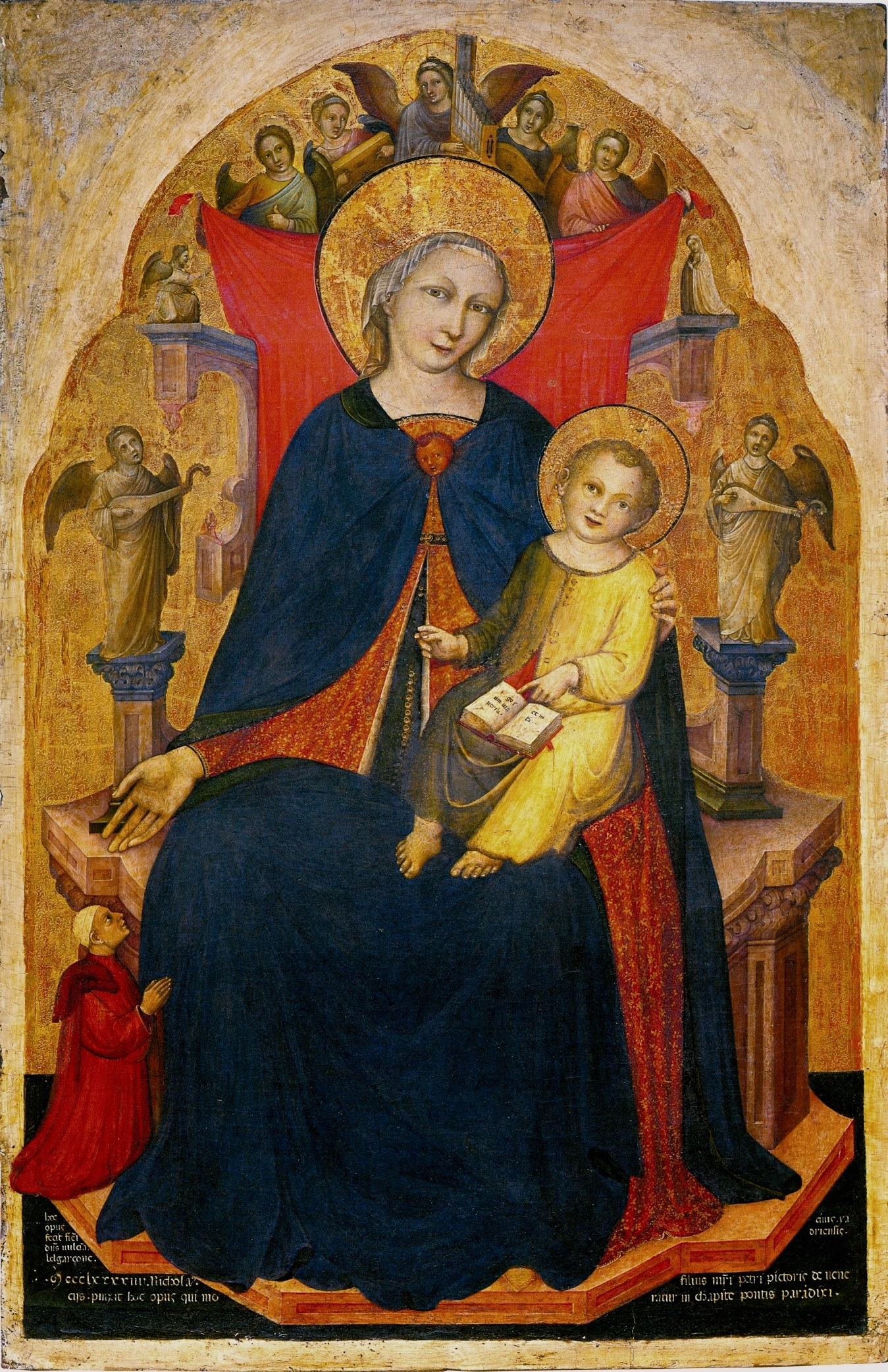
Madonna con il donatore Vulciano Belgarzone, Gallerie dell'Accademia, Venise
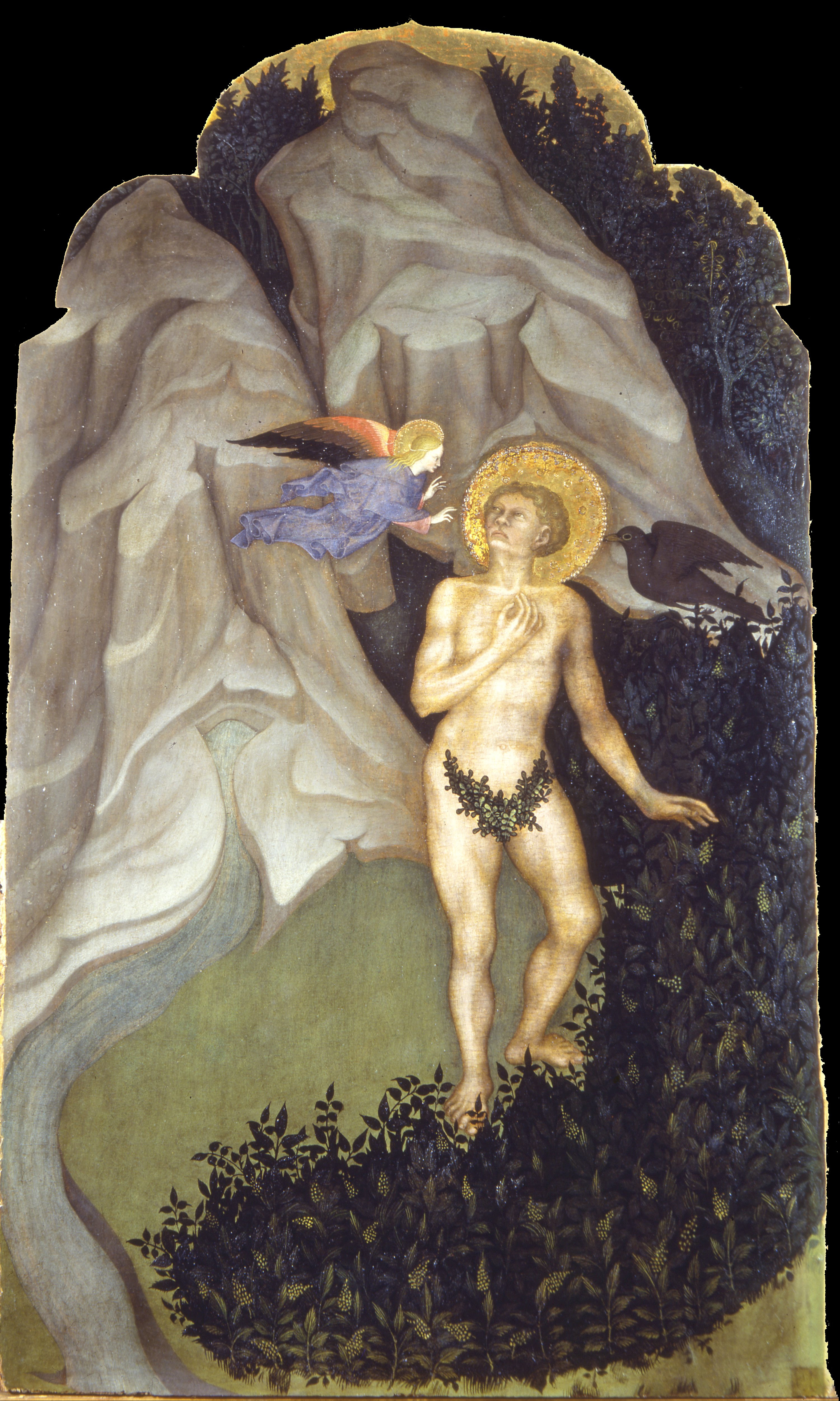
Tentazioni di San Benedetto, Museo Poldi Pezzoli, Milan
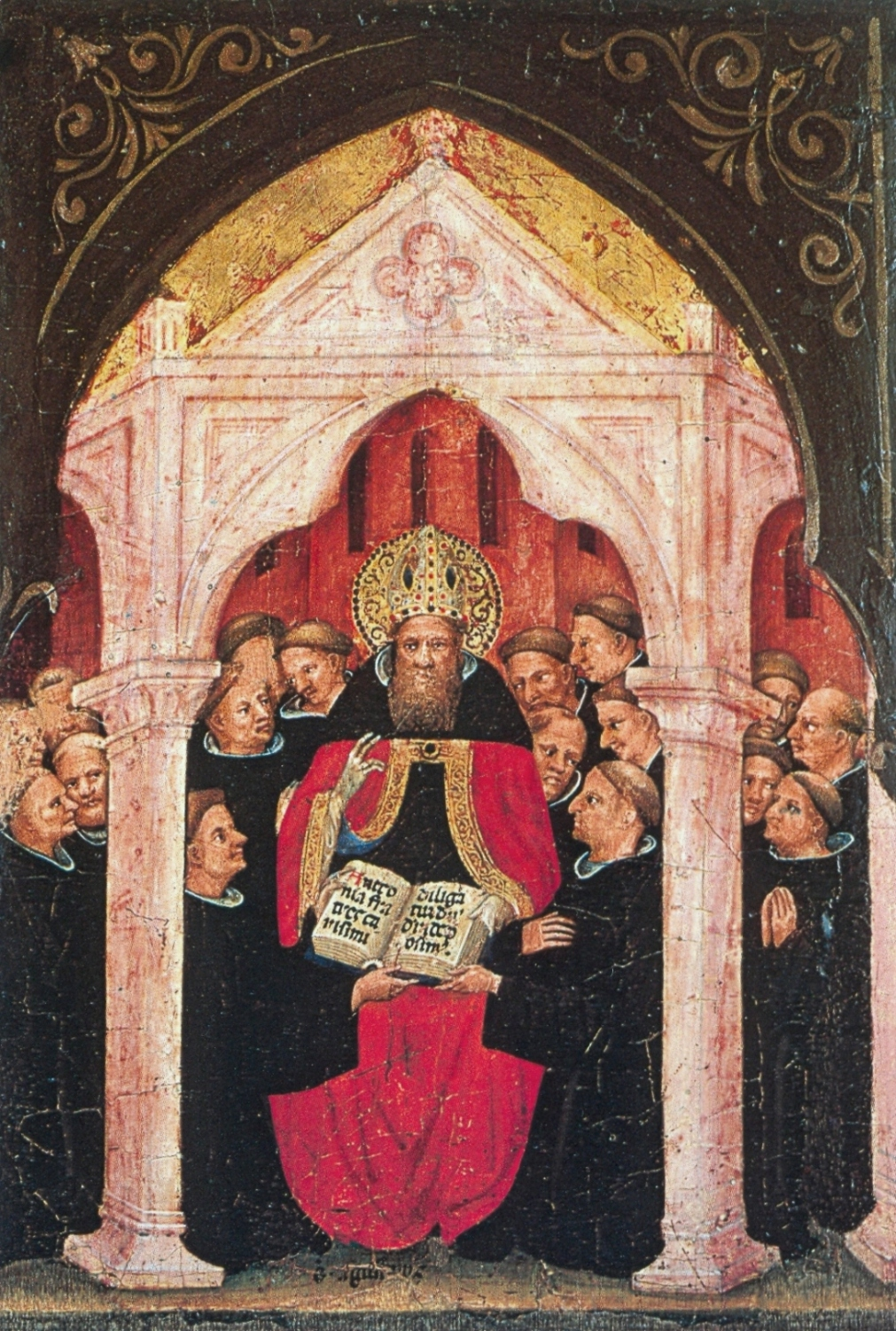
Sant'Agostino consegna la Regola ai suoi monaci, pinacothèque vaticane
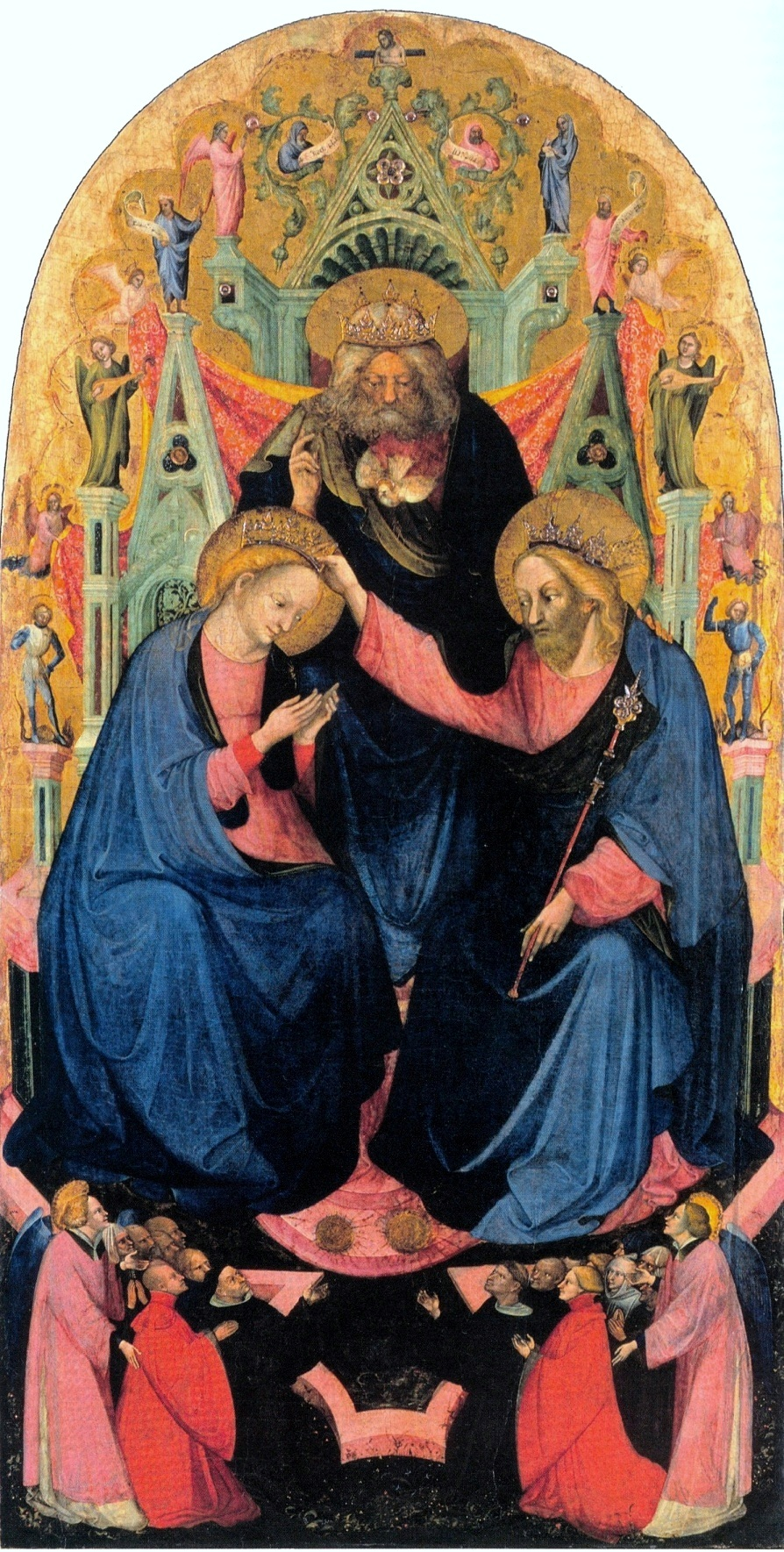
Incoronazione della Vergine, Accademia dei Concordi, Rovigo